# 45 (album)
| Recensione | Giudizio |
| ---------- | -------- |
| AllMusic   |          |

45 è l'album d'esordio della rock band sovietica Kino.

## Tracce
1. Время есть, а денег нет (Vremja est', a deneg net - Ho tempo ma niente denaro)
2. Просто хочешь ты знать (Prosto chočeš' ty znat' - Tu vuoi solo sapere)
3. Алюминиевые огурцы (Aljuminievye ogurcy - Cetrioli d'alluminio)
4. Солнечные дни (Solnečnye dni - Giornate di sole)
5. Бездельник (Bezdel'nik - Fannullone)
6. Бездельник 2 (Bezdel'nik 2 - Fannullone 2)
7. Электричка (Ėlektrička)
8. Восьмиклассница (Vos'miklassnica - Ragazza dell'ottava classe)
9. Мои друзья (Moi druz'ja - I miei amici)
10. Ситар играл (Sitar igral - Suono di Sitar)
11. Дерево (Derevo - Albero)
12. Когда-то ты был битником (Kogda-to ty byl bitnikom - Un tempo eri un Beatnik)
13. На кухне (Na kuchne - In cucina)

## Formazione
- Viktor Coj - voce principale, chitarra
- Aleksej Rybin - chitarra
- Boris Grebenščikov - chitarra, glockenspiel, cori
- Michail Vasil'ev - drum machine, voce secondaria
- Vsevolod Gakkel' - violoncello
- Andrej Romanov - flauto
- Andrej Tropillo - flauto, cori